# Desa Pasirjaya (administrativ by i Indonesien, lat -6,19, long 107,52)
Desa Pasirjaya är en administrativ by i Indonesien.   Den ligger i provinsen Jawa Barat, i den västra delen av landet, 70 km öster om huvudstaden Jakarta.